# 어도비 뮤즈
어도비 뮤즈(Adobe Muse)는 어도비 시스템즈의 제품 가운데 하나이다. 이 소프트웨어는 어떠한 코드를 기록하지 않고도 웹 디자이너가 웹사이트를 만들 수 있도록 초점이 맞추어져 있다. 이 응용 소프트웨어는 어도비 크리에이티브 클라우드의 일부이다. 현재는 어도비 크리에이티브 클라우드에서 무료로 다운로드하여 사용할 수 있다.

## 버전 역사
| 버전          | 빌드 번호        | 출시일           | 비고                                     |
| ------------- | ---------------- | ---------------- | ---------------------------------------- |
| 베타 1        | v0.8.653         | 2011년 8월 15일  | 최초 베타 버전                           |
| 베타 2        | v0.8.654         | 2011년 9월 9일   |                                          |
| 베타 3        | v0.8.682 (3)     | 2011년 9월 25일  |                                          |
| 베타 3        | v0.8.683 (3.0.1) | 2011년 9월 28일  |                                          |
| 베타 4        | v0.8.725 (4)     | 2011년 11월 3일  | 맥 요구사항이 OS X 10.6으로 업그레이드됨 |
| 베타 4        | v0.8.726 (4.0.1) | 2011년 11월 11일 |                                          |
| 베타 5        | v0.8.754 (5)     | 2011년 12월 8일  |                                          |
| 베타 5        | v0.8.755 (5.0.1) | 2011년 12월 12일 |                                          |
| 베타 5        | v0.8.756 (5.0.2) | 2012년 1월 19일  |                                          |
| 베타 6        | v0.8.790 (6)     | 2012년 2월 6일   |                                          |
| 베타 6        | v0.8.791 (6.0.1) | 2012년 2월 10일  |                                          |
| 베타 6        | v0.8.792 (6.0.2) | 2012년 2월 22일  |                                          |
| 베타 7        | v0.8.840 (7)     | 2012년 3월 26일  |                                          |
| 베타 7        | v0.8.841 (7.0.1) | 2012년 3월 28일  |                                          |
| 베타 7        | v0.8.842 (7.0.2) | 2012년 5월 3일   |                                          |
| 공개 버전 1.0 | v1.0.948 (1.0)   | 2012년 5월 11일  | 공개 버전                                |
| 공개 버전 1.1 | v1.1.960 (1.1)   | 2012년 6월 10일  |                                          |
| 공개 버전 2.1 | v2.1.974 (2.1)   | 2012년 9월 4일   |                                          |
| 공개 버전 2.2 | v2.2.6 (2.2)     | 2012년 9월 25일  |                                          |
| 공개 버전 2.3 | v2.3.x (2.3)     | 2012년 10월 24일 |                                          |
| CC            |                  | 2014년 1월 22일  |                                          |

## 같이 보기
- 어도비 드림위버

## 참조
1. ↑  “Muse Pricing Page”. 2012년 2월 14일에 원본 문서에서 보존된 문서. 2012년 1월 23일에 확인함.
2. ↑  “Adobe Muse FAQ”. 2011년 11월 24일에 원본 문서에서 보존된 문서. 2012년 1월 23일에 확인함.
3. ↑  “Muse Homepage”. 2012년 2월 12일에 원본 문서에서 보존된 문서. 2012년 1월 23일에 확인함.
4. ↑  “Adobe Muse Beta Announcement”. 2012년 1월 23일에 확인함.
5. ↑  “Muse Beta 3 Update”. 2013년 5월 21일에 원본 문서에서 보존된 문서. 2012년 1월 23일에 확인함.
6. 1 2  “Muse Beta 4 Update”. 2013년 5월 21일에 원본 문서에서 보존된 문서. 2012년 1월 23일에 확인함.
7. ↑  “Muse Beta 5 Update”. 2013년 5월 21일에 원본 문서에서 보존된 문서. 2012년 2월 5일에 확인함.
8. ↑  “Muse Beta 5.0.2 Update”. 2013년 5월 21일에 원본 문서에서 보존된 문서. 2012년 2월 5일에 확인함.
9. ↑  “Adobe Muse Beta Announcement”. 2013년 5월 21일에 원본 문서에서 보존된 문서. 2012년 3월 26일에 확인함.
10. ↑  “Adobe Muse Beta Announcement”. 2013년 5월 21일에 원본 문서에서 보존된 문서. 2012년 3월 28일에 확인함.
11. ↑  “Adobe Muse Beta Announcement”. 2012년 5월 5일에 원본 문서에서 보존된 문서. 2012년 5월 3일에 확인함.
12. ↑  “Adobe Muse Release Version Announcement”. 2012년 5월 11일에 확인함.